# Memorial to Heroic Self Sacrifice

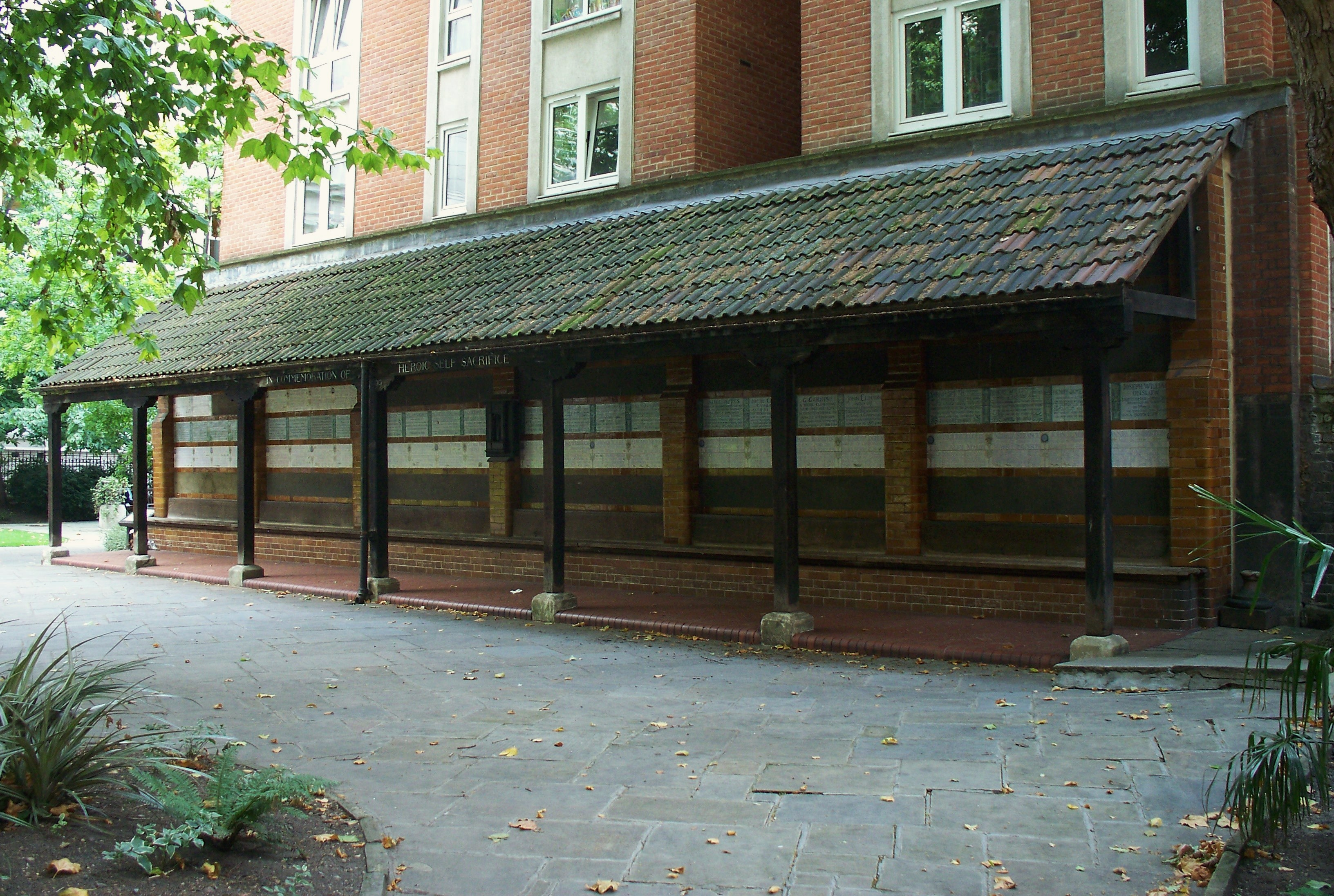
Le Memorial to Heroic Self Sacrifice.

Le Memorial to Heroic Self Sacrifice (le « monument commémoratif du sacrifice de soi héroïque ») est un monument situé dans le Postman's Park à Londres. Il commémore les centaines de personnes qui ont fait don de leur vie pour les autres. Initialement il devait être inauguré pour le Golden Jubilee de la reine Victoria et dessiné par le peintre victorien George Frederic Watts (23 février 1817- 1er juillet 1904) en 1887.
Proposé initialement par le peintre et sculpteur George Frederic Watts en 1887, ce monument a pour but de conserver le souvenir de personnes ordinaires mortes en cherchant à sauver la vie d'autres personnes, et dont le nom et l'action pourraient être oublier en l'absence de ce monument. Il prend la forme d'une loggia de bois, de 15 mètres de long et conçue par Ernest George ; elle abrite un mur qui permet de fixer 120 plaques commémoratives en céramique. 
Le monument a été inauguré en 1900, alors qu'il était encore inachevé,, puisqu'au moment de l'inauguration, seules quatre plaques étaient en place.  